# Yolanda Griffith
Yolanda Evette Griffith (1 maart 1970) is een Amerikaans voormalig professioneel basketbalspeelster, onder meer in de WNBA. Griffith won twee olympische gouden medailles, ze won met de Amerikaanse ploeg de gouden medaille in 2000 en 2004.
Griffith speelde in de American Basketball League voor de Long Beach Stingrays. Griffith maakte haar WNBA-debuut in 1999 bij de Sacramento Monarchs. In 2005 wist ze met dit team het landelijke kampioenschap te winnen. In 2009 ging ze na 11 seizoenen met pensioen als speler.
Griffith werd in 2014 toegevoegd aan de Women’s Basketball Hall of Fame.
0 Olympia Scott · 
2 Chelsea Newton · 
4 Kristin Haynie · 
7 Erin Perperoglou · 
9 Hamchétou Maïga · 
14 Nicole Powell · 
20 Kara Lawson · 
21 Ticha Penicheiro · 
22 DeMya Walker · 
32 Rebekkah Brunson · 
33 Yolanda Griffith · 
Coach John Whisenant